# گروو متال
گروو متال (به انگلیسی: Groove Metal) (که بعضی اوقات پُست-ترش یا به اختصار گروو نامیده می‌شود) زیرسبکی از موسیقی هوی متال است. این سبک موسیقی در دههٔ ۹۰ میلادی فراگیر شد و محبوبیت آن در دههٔ آغازین قرن بیست و یکم هم ادامه پیدا کرد. گروه موسیقی پنترا از پیشگامان گروو متال به‌شمار می‌آید.
گروو متال، شدت و کیفیت صوتی ترش متال را دارد و در تمپو متوسط نواخته می‌شود. بیشتر گروه‌ها فقط گاه به گاه تمپو را به سمت سرعت بالا پیش می‌برند.

## فهرست گروه‌های گروو متال
| گروه       | اهل کشور            | تاریخ تشکیل |
| ---------- | ------------------- | ----------- |
| پنترا      | ایالات متحده آمریکا | ۱۹۸۱        |
| لمب آو گاد | ایالات متحده آمریکا | ۱۹۹۰        |
| سپولترا    | برزیل               | ۱۹۸۴        |
| سول‌فلای    | برزیل               | ۱۹۹۷        |
| گوژیرا     | فرانسه              | ۱۹۹۶        |
| تروداون    | ایالات متحده آمریکا | ۱۹۹۷        |
| مشین هد    | ایالات متحده آمریکا | ۱۹۹۱        |
| هل‌یه       | ایالات متحده آمریکا | ۲۰۰۶        |
| تریوییم    | ایالات متحده آمریکا | ۲۰۰۰        |
| مادوین     | ایالات متحده آمریکا | ۱۹۹۶        |